# Józef Wróbel (pallotyn)
Józef Wróbel (ur. 15 września 1906 w Wieprzu, zm. 3 kwietnia 1971 w Warszawie) – ksiądz pallotyn, teolog, pisarz i tłumacz.

## Życiorys
Do Stowarzyszenia Apostolstwa Katolickiego (pallotyni) wstąpił w 1924. Studia filozoficzne rozpoczął w Wadowicach, a ukończył na Uniwersytecie Gregoriańskim w Rzymie. Studia teologiczne odbył w całości na tymże uniwersytecie, wieńcząc je w 1932 stopniem doktora filozofii i teologii.
Święcenia kapłańskie otrzymał 19 lipca 1931 w Rzymie z rąk kardynała Francesca Marchettiego Selvaggianiego.
Zaraz po powrocie do kraju w następnym roku został wykładowcą w Sucharach, Ołtarzewie (gdzie wykładał przez 39 lat) oraz w Wadowicach, gdzie był przełożonym domu w trakcie II wojny światowej.
Po zakończeniu wojny pracował w Warszawie i w pallotyńskim Wyższym Seminarium Duchownym w Ołtarzewie, którego był rektorem w latach 1954–1957 i 1966–1969. Sprawował też funkcję ekonoma prowincjalnego i łącznie przez 22 lata był członkiem Zarządu Polskiej Prowincji Stowarzyszenia Apostolstwa Katolickiego. Uczestniczył też w Zebraniach Generalnych.
Był znany z tłumaczeń na język polski pism św. Wincentego Pallottiego z języka włoskiego i łaciny. Napisał też kilka książek, m.in.
- Pod korcem. Życiorys ks. Józefa Kosibowicza (pod pseudonimem x. Ignacy Podgórski), wyd. I, Ołtarzew 1947, wyd. II, Poznań 2005. ISBN 83-7014-529-9
- Św. Wincenty Pallotti, apostoł i mistyk,
- Apostoł w rodzinnym gronie Apostołów,
- Święty Założyciel przypomina,
- Zjednoczenie Apostolstwa Powszechnego.

Współpracował też z wieloma żeńskimi zgromadzeniami zakonnymi. Po Soborze Watykańskim II służył im pomocą w redagowaniu nowych reguł i ustaw.